# Cathedra acuminata
Cathedra acuminata är en tvåhjärtbladig växtart som först beskrevs av George Bentham, och fick sitt nu gällande namn av John Miers. Cathedra acuminata ingår i släktet Cathedra och familjen Aptandraceae. Inga underarter finns listade i Catalogue of Life.